# Susan Oliver
Susan Oliver, nata Charlotte Gercke (New York, 13 febbraio 1932 – Woodland Hills, 10 maggio 1990), è stata un'attrice statunitense.
Ha recitato in 15 film dal 1957 al 1980 ed è apparsa in oltre 110 produzioni televisive dal 1955 al 1988, ma rimane principalmente nota per il ruolo di Vina nel primo episodio pilota di Star Trek, Lo zoo di Talos.

## Biografia

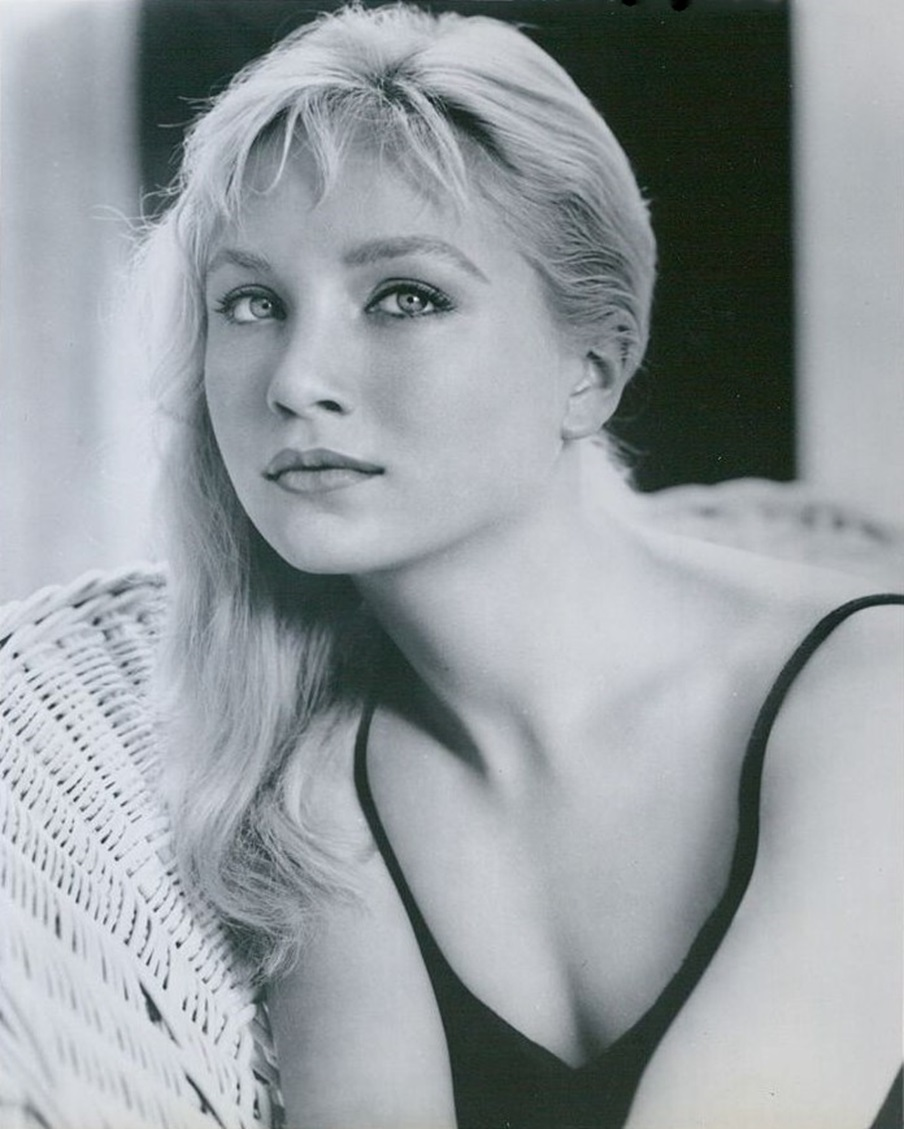
Susan Oliver nel 1959

Figlia del giornalista George Gercke e dell'astrologa praticante Ruth Hale Oliver, Susan Oliver nacque a New York il 13 febbraio 1932. I suoi genitori divorziarono quando era ancora bambina. Nel giugno 1949, si trasferì con sua madre nel sud della California. Qui prese la decisione di intraprendere una carriera come attrice e scelse il nome d'arte di Susan Oliver, acquisendo il cognome della madre. 
Nel settembre 1949, tornò alla East Coast per iniziare gli studi di recitazione presso lo Swarthmore College, seguiti dalla formazione professionale presso la Neighborhood Playhouse di New York. Dopo aver interpretato piccole parti in produzioni teatrali e spot pubblicitari, fece la sua prima apparizione televisiva importante nel 1955 nell'episodio The Prizewinner della serie antologica Goodyear Television Playhouse, che le aprì una lunga e fortunata carriera televisiva trentennale.
Nel 1964 partecipò, nel ruolo di Vina, all'episodio pilota di Star Trek, prima serie televisiva che ha dato origine al franchise omonimo, intitolato Lo zoo di Talos (The Cage), al fianco di Jeffrey Hunter, nel ruolo del capitano dell'astronave NCC Enterprise 1701 Christopher Pike, di Majel Barrett (Numero Uno) e di Leonard Nimoy (Spock). L'episodio venne prima rifiutato dalla produzione, tanto da spingere Gene Roddenberry a girarne un secondo, e poi trasmesso per la prima volta solo a metà degli anni ottanta. Nell'episodio l'attrice è celebre per apparire anche nelle vesti di una Schiava di Orione, contribuendo a dettare il canone della specie aliena.
Per la televisione, interpretò, tra gli altri, il ruolo di Ann Howard in 48 puntate della soap Peyton Place (1966) e numerosi altri personaggi secondari o ruoli da guest star in molti episodi di serie televisive dagli anni cinquaanta agli anni ottanta. Negli anni settanta si dedicò anche alla regia di alcuni episodi televisivi e del cortometraggio Cowboysan (1978). 
La sua ultima apparizione sul piccolo schermo avvenne nell'episodio Judy Miller, Come on Down della serie televisiva Freddy's Nightmares, andato in onda il 6 novembre 1988, mentre per il grande schermo l'ultima interpretazione risale al film Bentornato picchiatello (1980), in cui interpretò Claire Trent.
Morì a Woodland Hills, in California, il 10 maggio 1990, a causa di un cancro al colon-retto con successiva metastasi polmonare, e fu cremata.

## Filmografia parziale

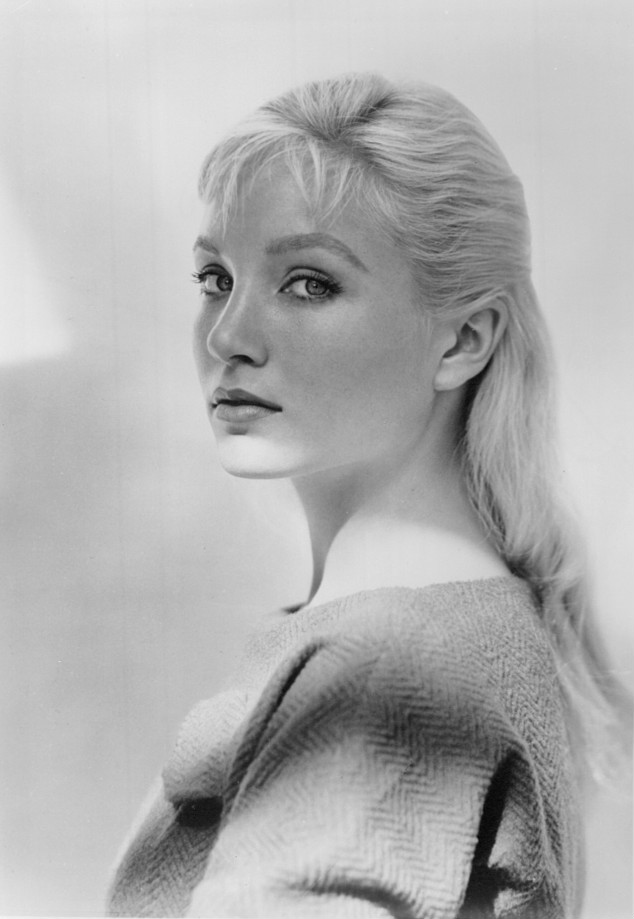
Susan Oliver nella serie televisiva Kraft Television Theatre (1958)

### Attrice

#### Cinema
- La ribelle (The Green-Eyed Blonde), regia di Bernard Girard (1957)
- Ritmo diabolico (The Gene Krupa Story), regia di Don Weis (1959)
- Venere in visone (BUtterfield 8), regia di Daniel Mann (1960)
- Donne inquiete (The Caretakers), regia di Hall Bartlett (1963)
- In cerca d'amore (Looking for Love), regia di Don Weis (1964)
- Your Cheatin' Heart, regia di Gene Nelson (1964)
- Pazzi, pupe e pillole (The Disorderly Orderly), regia di Frank Tashlin (1964)
- Il californiano (Guns of Diablo), regia di Boris Sagal (1965)
- The Love-Ins, regia di Arthur Dreifuss (1967)
- Quando l'alba si tinge di rosso (A Man Called Gannon), regia di James Goldstone (1968)
- Change of Mind, regia di Robert Stevens (1969)
- The Monitors, regia di Jack Shea (1969)
- Nuovo anno, nuovo amore (Ginger in the Morning), regia di Gordon Wiles (1974)
- Nido de viudas, regia di Tony Navarro (1977)
- Bentornato, picchiatello! (Hardly Working), regia di Jerry Lewis (1980)

#### Televisione
- Goodyear Television Playhouse – serie TV, un episodio (1955)
- Studio One – serie TV, un episodio (1956)
- Camera Three – serie TV, un episodio (1956)
- Playhouse 90 – serie TV, 3 episodi (1957-1960)
- Carovane verso il Westt (Wagon Train) – serie TV, 4 episodi (1957-1963)
- The Kaiser Aluminum Hour – serie TV, episodio 1x16 (1957)
- The United States Steel Hour – serie TV, un episodio (1957)
- Crossroads – serie TV, episodio 2x34 (1957)
- Climax! – serie TV, episodio 4x06 (1957)
- Studio 57 – serie TV, un episodio (1957)
- Kraft Television Theatre – serie TV, un episodio (1958)
- Papà ha ragione (Father Knows Best) – serie TV, un episodio (1958)
- Suspicion – serie TV, un episodio (1958)
- Matinee Theatre – serie TV, 3 episodi (1958)
- David Niven Show (The David Niven Show) – serie TV, episodio 1x08 (1959)
- Armstrong Circle Theatre – serie TV, un episodio (1959)
- Trackdown – serie TV, un episodio (1959)
- The Millionaire – serie TV, un episodio (1959)
- Johnny Staccato – serie TV, episodio 1x08 (1959)
- The Lineup – serie TV, un episodio (1959)
- Alcoa Theatre – serie TV, un episodio (1959)
- I racconti del West (Zane Grey Theater) – serie TV, 2 episodi (1960-1961)
- Avventure in paradiso (Adventures in Paradise) – serie TV, 3 episodi (1960-1961)
- Bonanza - serie TV, episodio 1x17 (1960)
- June Allyson Show (The DuPont Show with June Allyson) – serie TV, episodio 1x25 (1960)
- Ai confini della realtà (The Twilight Zone) - serie TV, episodio 1x25 (1960)
- Ricercato vivo o morto (Wanted: Dead or Alive) – serie TV, episodio 2x27 (1960)
- Wrangler – serie TV, un episodio (1960)
- The Deputy – serie TV, un episodio (1960)
- The Barbara Stanwyck Show – serie TV, un episodio (1960)
- Scacco matto (Checkmate) – serie TV, 2 episodi (1961-1962)
- Gli uomini della prateria (Rawhide) – serie TV, 2 episodi (1961-1963)
- The Dick Powell Show – serie TV, 2 episodi (1961-1963)
- Route 66 – serie TV, 3 episodi (1961-1963)
- Thriller – serie TV, episodio 1x19 (1961)
- Gli intoccabili (The Untouchables) – serie TV, un episodio (1961)
- The Aquanauts – serie TV, episodio 1x17 (1961)
- The Best of the Post – serie TV, episodio 1x17 (1961)
- Michael Shayne – serie TV episodio 1x18 (1961)
- The Americans – serie TV, episodio 1x11 (1961)
- La città in controluce (Naked City) – serie TV, un episodio (1961)
- Golden Showcase – serie TV, un episodio (1961)
- The Adventures of Ozzie and Harriet – serie TV, un episodio (1961)
- Laramie – serie TV, un episodio (1962)
- Lotta senza quartiere (Cain's Hundred) – serie TV, un episodio (1962)
- L'ora di Hitchcock (The Alfred Hitchcock Hour) – serie TV, episodio 1x07 (1962)
- Il dottor Kildare (Dr. Kildare) – serie TV, 3 episodi (1963-1965)
- Indirizzo permanente (77 Sunset Strip) – serie TV, episodio 5x34 (1963)
- The Nurses – serie TV, episodio 2x01 (1963)
- Il fuggiasco (The Fugitive) – serie TV, 2 episodi (1963)
- La legge di Burke (Burke's Law) – serie TV, episodio 1x10 (1963)
- The Andy Griffith Show – serie TV, un episodio (1964)
- The Travels of Jaimie McPheeters – serie TV, episodio 1x26 (1964)
- La parola alla difesa (The Defenders) – serie TV, un episodio (1964)
- Destry – serie TV, un episodio (1964)
- Summer Playhouse – serie TV, un episodio (1964)
- Il virginiano (The Virginian) – serie TV, 4 episodi (1965-1970)
- F.B.I. (The F.B.I.) – serie TV, 2 episodi (1965-1973)
- Seaway: acque difficili (Seaway) – serie TV, un episodio (1965)
- Gli inafferrabili (The Rogues) – serie TV, episodio 1x16 (1965)
- Ben Casey – serie TV, episodio 4x16 (1965)
- Organizzazione U.N.C.L.E. (The Man from U.N.C.L.E.) – serie TV, un episodio (1965)
- Il tempo della nostra vita – serie TV (Days of Our Lives) (1965)
- Star Trek - serie TV, episodi 1x00, 1x15, 1x16 (1964, 1966)
- A Man Called Shenandoah – serie TV, episodio 1x18 (1966)
- Gomer Pyle: USMC – serie TV, un episodio (1966)
- Le spie (I Spy) – serie TV, episodio 1x28 (1966)
- Peyton Place – serie TV, 48 episodi (1966)
- Io e i miei tre figli (My Three Sons) – serie TV, episodio 7x10 (1966)
- Gli invasori (The Invaders) – serie TV, 2 episodi (1967-1968)
- Tarzan – serie TV, episodio 1x18 (1967)
- Il ladro (T.H.E. Cat) – serie TV, un episodio (1967)
- Selvaggio west (The Wild Wild West) - serie TV, episodio 3x04 (1967)
- Reporter alla ribalta (The Name of the Game) – serie TV, 2 episodi (1968-1971)
- The Outsider – serie TV, episodio 1x12 (1968)
- La grande vallata (The Big Valley) – serie TV, un episodio (1969)
- Mannix – serie TV, un episodio (1969)
- Carter's Army – film TV (1970)
- Do You Take This Stranger? – film TV (1971)
- Dan August – serie TV, un episodio (1971)
- Due onesti fuorilegge (Alias Smith and Jones) – serie TV, un episodio (1971)
- Love, American Style – serie TV, 2 episodi (1971)
- Primus – serie TV, 2 episodi (1971)
- Professione: killer (Company of Killers) – film TV (1971)
- The D.A. – serie TV, un episodio (1971)
- Longstreet – serie TV, un episodio (1971)
- Sarge – serie TV, un episodio (1972)
- Mistero in galleria (Night Gallery) – serie TV, un episodio (1972)
- La famiglia Smith (The Smith Family) – serie TV, un episodio (1972)
- Medical Center – serie TV, un episodio (1972)
- Gunsmoke – serie TV, un episodio (1972)
- Cannon – serie TV, un episodio (1973)
- Ghost Story – serie TV, un episodio (1973)
- Il mago (The Magician) – serie TV, un episodio (1973)
- Love Story – serie TV, un episodio (1973)
- Barnaby Jones – serie TV, un episodio (1974)
- Death in Space – film TV (1974)
- Petrocelli – serie TV, un episodio (1974)
- Sulle strade della California (Police Story) – serie TV, un episodio (1974)
- Il cacciatore (The Manhunter) – serie TV, un episodio (1975)
- Amelia Earhart – film TV (1976)
- Le strade di San Francisco (The Streets of San Francisco) – serie TV, un episodio (1977)
- Dan August: Once Is Never Enough – film TV (1980)
- Love Boat (The Love Boat) – serie TV, un episodio (1981)
- Progetto Genesi (Tomorrow's Child) – film TV (1982)
- Magnum, P.I. (Magnum, P.I.) – serie TV, episodio 5x18 (1985)
- International Airport – film TV (1985)
- La signora in giallo (Murder, She Wrote) - serie TV, episodi 1x19-2x09 (1985)
- Simon & Simon – serie TV, un episodio (1987)
- Vita col nonno (Our House) – serie TV, un episodio (1988)
- Freddy's Nightmares – serie TV, un episodio (1988)

### Produttrice
- Cowboysan, regia di Susan Oliver - cortometraggio (1978)

### Regista

#### Cinema
- Cowboysan - cortometraggio (1978)

#### Televisione
- M*A*S*H – serie TV, un episodio (1982)
- Trapper John (Trapper John, M.D.) – serie TV, un episodio (1983)

### Sceneggiatrice
- Cowboysan, regia di Susan Oliver - cortometraggio (1978)

## Riconoscimenti
- Premio Emmy
  - 1977 – Candidatura alla miglior attrice non protagonista in un film TV/Miniserie TV commedia o drammatica per Amelia Earhart
- TheWIFTS Foundation International Visionary Awards
  - 2014 - Premio alla carriera